# Аллаярова Нажія Хібатівна
Аллаярова Нажія Хібатівна (башк. Нажиә Һибәт ҡыҙы Аллаярова; нар. 15 липня 1936 року) — співачка Башкирського театру опери та балету. Народна артистка Башкирської АРСР (1977).

## Біографія
Нажія Хібатівна Аллаярова народилася 15 липня 1936 року в селі Новобайрамгулово Учалинського району Башкирської АРСР.
У 1957 році закінчила вокальне відділення Уфимського училища мистецтв (клас Міляуші Муртазиної), у 1967 році — Музично-педагогічний інститут імені Гнесіних (клас М. Л. Переверзєвої).
У 1961—1962 роках працювала в Башкирської філармонії, 1967—1991 роках — у Башкирському театрі опери та балету.
Співає оперні партії, башкирські народні пісні, твори композиторів Башкортостану.
Гастролювала за кордоном — у Польщі, Угорщині, Німеччині.
Чоловік — композитор Абрар Габдрахманов.
Внучка — оперна співачка (сопрано), лауреат міжнародних конкурсів Діляра Ідрісова.

## Партії у виставах
Віолетта («Травіата» Дж. Верді), Джільда («Ріголетто» Дж. Верді), Марфа («Царева наречена» М. Римського-Корсакова), Лебідь-птах («Казці про царя Салтана» М. Римського-Корсакова), Розіна («Севільський цирульник» Дж. Россіні), Лакме («Лакме» Л. Деліба), Церліна («Фра-Дьяволо» Обера), Мюзетта («Богема» Дж. Пуччині), Гульзифа («Хвилі Агіделі» З. Ісмагілова), Аміна («Салават Юлаєв» З. Ісмагілова), Наза («Кодаса» З. Ісмагілова), Бібінур («Сучасники» Х. Ахметова), Шаура («Шаура» Загіра Ісмагілова), Хариласас («Посли Уралу» З. Ісмагілова).

## Нагороди та звання
- Заслужена артистка Башкирської АРСР (1971),
- Народна артистка Башкирської АРСР (1977),
- Заслужена артистка РРФСР (1982),
- Дипломант Всеросійського конкурсу артистів естради (1960).